# Бестамак (Уїльський район)
Бестама́к (каз. Бестамақ) — село у складі Уїльського району Актюбінської області Казахстану. Входить до складу Саралжинського сільського округу.
Населення — 167 осіб (2021; 200 у 2009, 247 у 1999, 271 у 1989).